# The Philippine Star
Het dagblad The Philippine Star is een Engelstalige Filipijnse krant. De krant werd in 1986 opgericht na val van president Ferdinand Marcos en de terugkeer van de persvrijheid. De krant wordt vanuit Manilla uitgeven door de Star Group of Publications. Sinds haar oprichting is de krant qua oplage en bereik uitgegroeid tot een van de grotere kranten van de Filipijnen. De hoofdredacteur van de Philippine Star is Angelo Gutierrez. De krant heeft als motto Truth Shall Prevail.